# Departamento Comandante Fernández
Comandante Fernández es un departamento en la provincia del Chaco, Argentina.
El nombre del departamento homenajea a Carlos Domingo Fernández, militar del Ejército Argentino fundador de la ciudad cabecera.
Fue creado el 1 de julio de 1953, mediante la Ley Provincial N.º 6. Esta norma estableció 24 divisiones administrativas en la entonces recientemente creada provincia Presidente Perón, actual provincia del Chaco.

## Demografía
Cuenta con 101 960 habitantes (Indec, 2022), lo que representa un incremento promedio anual del 0.44% frente a los 96 944 habitantes (Indec, 2010) del censo anterior. La mediana de edad se estableció en 30 años.
| Gráfica de evolución demográfica de Departamento Comandante Fernández entre 1991 y 2022 |
|                                                                                         |
| Fuente: Censos nacionales del INDEC                                                     |

## Economía
La economía del departamento Comandante Fernández se basa en el sector primario. Junto con otros departamentos del centro-oeste de la provincia integra una región conocida como «Domo Agrícola», caracterizada por la producción agrícola. La horticultura se practica en zonas cercanas a la ciudad de Presidencia Roque Sáenz Peña, con el cultivo de verduras de hoja, tomate, pimiento y mandioca.